# Quint Calidi
Quint Calidi o Cal·lidi (en llatí Quintus Calidius o Callidius) va ser un magistrat romà de principis del segle i aC.
Va ser elegit tribú de la plebs l'any 99 aC i va fer aprovar una llei per fer tornar Quint Cecili Metel Numídic del seu desterrament. En agraïment el fill d'aquest, Quint Cecili Metel Pius, que era cònsol, va donar suport a Calidi per obtenir el càrrec de pretor l'any 80 aC i així ho va aconseguir el 79 aC i va obtenir una de les províncies d'Hispània.
Al seu retorn a Roma, l'any 77 aC va ser acusat d'extorsió per Quint Lol·li i condemnat pels jutges que havien estat subornats amb aquest propòsit. Com que els suborns havien estat curts, Calidi va poder al·legar que un home de rang pretorià no podia ser condemnat per haver-se apropiat menys de tres milions de sestercis.
Probablement l'any 82 aC va ser el Calidi enviat pel senat romà a Murena per ordenar-li que deixés de devastar els territoris de Mitridates VI Eupator. Va deixar almenys un fill de nom Marc Calidi o Marc Cal·lidi.